# Germana de jos

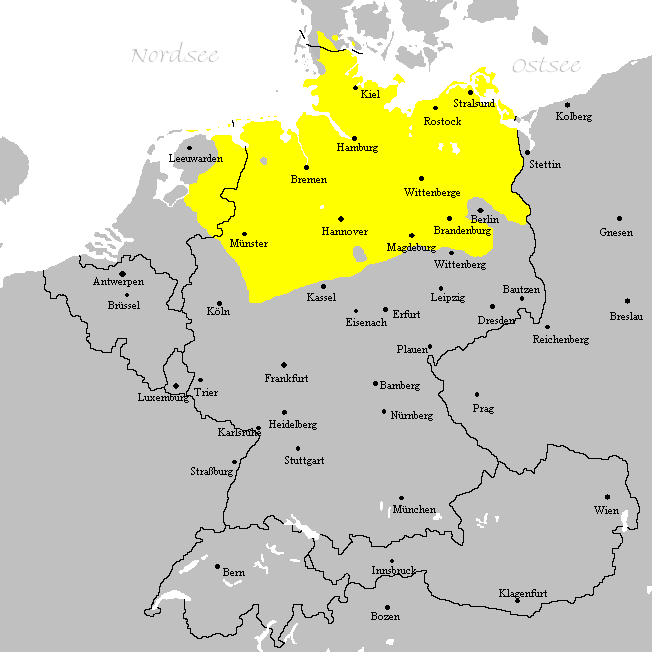
Zona de răspîndire a dialectelor saxone inferioare ale germanei de jos

Germana de jos (în germana de jos Plattdüütsch / Nedersaksisch) este un grup de dialecte germane care se vorbesc în nordul Germaniei și în nordul și estul Olandei, precum și în unele comunități de imigranți germani din SUA, Canada, Brazilia, Paraguay ș.a. Mulți lingviști consideră că limba olandeză, inclusiv varietatea flamandă vorbită în Belgia, ar fi o variantă standardizată a germanei de jos. 
Cuprinde următoarele dialecte :
- Germana de jos occidentală
  - Saxona de jos septentrională, vorbită în nord-vestul Germaniei și în nordul și nord-estul Olandei;
  - Westfalian, vorbită în nord-estul landului Renania de Nord-Westfalia;
  - Ostfalian, vorbit în estul landului Saxonia Inferioară.

- Germana de jos orientală:
  - mecklenburghez, inclusiv vest-pomeranez, vorbit în landul Mecklenburg-Pomerania Anterioară;
  - pomeraneza mijlocie, vorbită până în 1945 în nord-vestul Poloniei actuale;
  - brandenburgheza
  - pomeraneza de est, vorbită până în 1945 în nordul Poloniei actuale (astăzi păstrată doar în unele comunități germane din Brazilia);
  - prusaca de jos; vorbită până în 1945 în actuala regiune Kaliningrad din Rusia.

Germana de jos este cel mai apropiat înrudită cu limba frizonă și engleza. Ca și neerlandeza, a fost vorbită de-a lungul istoriei la nord de Benrath și de izoglosele Uerdingen, în timp ce forme ale germanei de sus au fost vorbite la sud de aceste regiuni. Ca și friziana, engleza, neerlandeza și limbile nord-germanice, germana de jos nu a suferit schimbarea consoanelor a germanei de sus. Germana de jos a evoluat din saxona veche (germana de jos veche), care este cea mai apropiată de friziana veche și engleza veche (anglo-saxonă).
Dialectele germanei de jos vorbite în Țările de Jos sunt cel mai adesea referite ca saxonă de jos, cele vorbite în Germania de Nord-Vest (Saxonia Inferioară, Westphalia, Schleswig-Holstein, Hamburg, Bremen, și Saxony-Anhalt la vest de Elba) ca germană de jos sau saxonă de jos, și cele vorbite în nord-estul Germaniei (Mecklenburg-Pomerania inferioară, Brandenburg, și Saxony-Anhalt la est de Elba) ca germană de jos, ci nu ca saxonă de jos, pentru că Germania de Nord-Vest și nord-estul Țărilor de Jos au fost regiunile în care saxonii s-au așezat inițial, în timp ce germana de jos s-a transmis cu precădere înspre Germania de Nord-Est prin migrații. Vorbitorii au migrat către est, în regiuni ce aparțineau originar populațiilor vorbitoare de limbi slave. Această zonă este denumită Germania Slavica, unde vechea influență slavă este încă vizibilă în numele așezărilor și aspectele fizico-geografice.

A fost estimat că germana de jos are aproximativ 2-5 milioane de vorbitori în Germania, în principal în nordul Germaniei (a căror competență variază între bine și foarte bine), și 2,15 milioane în Olanda (variind de la rezonabil la foarte bine).
1. ↑  „Status und Gebrauch des Niederdeutschen 2016” (PDF). ins-bremen.de. 16 ianuarie 2021. p. 40. Arhivat din original (PDF) la 16 ianuarie 2021. Accesat în 21 martie 2025.